# آندره چارلز بول

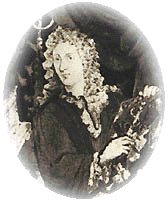
آندره چارلز بول

آندره چارلز بول، (۱۰ نوامبر ۱۶۴۲،پاریس - ۲۹ فوریه ۱۷۳۲، پاریس) منبت کار و مهندس فرانسوی قرن هفدهم و هجدهم بود. او نخستین فردی بود که در زمان خود از برنز طلایی برای کابینت سازی استفاده کرد. او کابینت ساز مهم قرن خود بود و در طول عمرش آثار فراوانی از خود به جای گذاشت.